# Rico Rodriguez (musicista)
Rico Rodriguez, nato Emmanuel Rodriguez e conosciuto anche solo come Rico (L'Avana, 17 ottobre 1934 – Londra, 4 settembre 2015), è stato un trombonista giamaicano.

## Biografia
Rodriguez è nato a Cuba e si è trasferito in Giamaica quando era piccolo. È cresciuto a Kingston ed ha iniziato a suonare il trombone negli anni '50. 
Al contempo è diventato un rastafariano.
Nei primi anni '60 si è spostato nel Regno Unito ed ha iniziato a suonare in alcune band reggae locali. Nel 1976 ha registrato l'album Man from Wareika sotto contratto con la Island Records. Con l'avvento del genere 2 tone ska ha collaborato con diversi gruppi tra cui The Specials (A Message to You, Rudy, 1979).
Ha anche lavorato al fianco di Karl Pitterson, Prince Buster e Lloyd "Matador" Daley.
Negli anni '90 ha iniziato a suonare nel gruppo di Jools Holland.
Nel luglio 2007 è stato nominato membro dell'Ordine dell'Impero Britannico.
Muore a Londra il 4 settembre 2015.